# Grande Prêmio da Alemanha de 2003
Resultados do Grande Prêmio da Alemanha de Fórmula 1 (formalmente LXV Großer Mobil 1 Preis von Deutschland) realizado em Hockenheim em 3 de agosto de 2003. Décima segunda etapa da temporada, foi vencido pelo colombiano Juan Pablo Montoya, da Williams-BMW, com David Coulthard em segundo pela McLaren-Mercedes e Jarno Trulli em terceiro pela Renault.

## Resumo
- Vários carros foram eliminados por causa de um acidente na primeira curva envolvendo Ralf Schumacher, Rubens Barrichello e Kimi Räikkönen.
- Primeiro hat trick (vitória, pole e volta mais rápida): Juan Pablo Montoya
- Esta corrida marca a última vez que a Williams ocupou a primeira fila na qualificação até o Grande Prêmio da Áustria de 2014.

## Classificação

### Treinos oficiais
| Pos.   | Nº | Piloto                | Equipe           | Q1        | Q2       | Dif.    |
| ------ | -- | --------------------- | ---------------- | --------- | -------- | ------- |
| 1      | 3  | Juan Pablo Montoya    | Williams-BMW     | 1:14.673  | 1:15.167 | —       |
| 2      | 4  | Ralf Schumacher       | Williams-BMW     | 1:14.427  | 1:15.185 | + 0.018 |
| 3      | 2  | Rubens Barrichello    | Ferrari          | 1:15.399  | 1:15.488 | + 0.321 |
| 4      | 7  | Jarno Trulli          | Renault          | 1:15.004  | 1:15.679 | + 0.512 |
| 5      | 6  | Kimi Räikkönen        | McLaren-Mercedes | 1:15.276  | 1:15.874 | + 0.707 |
| 6      | 1  | Michael Schumacher    | Ferrari          | 1:15.456  | 1:15.898 | + 0.731 |
| 7      | 20 | Olivier Panis         | Toyota           | 1:15.471  | 1:16.034 | + 0.867 |
| 8      | 8  | Fernando Alonso       | Renault          | 1:15.214  | 1:16.483 | + 1.316 |
| 9      | 21 | Cristiano da Matta    | Toyota           | 1:16.450  | 1:16.550 | + 1.383 |
| 10     | 5  | David Coulthard       | McLaren-Mercedes | 1:15.557  | 1:16.666 | + 1.499 |
| 11     | 14 | Mark Webber           | Jaguar-Cosworth  | 1:15.030  | 1:16.775 | + 1.608 |
| 12     | 11 | Giancarlo Fisichella  | Jordan-Ford      | 1:17.111  | 1:16.831 | + 1.664 |
| 13     | 16 | Jacques Villeneuve    | BAR-Honda        | sem tempo | 1:17.090 | + 1.923 |
| 14     | 10 | Heinz-Harald Frentzen | Sauber-Petronas  | 1:15.968  | 1:17.169 | + 2.002 |
| 15     | 9  | Nick Heidfeld         | Sauber-Petronas  | 1:15.985  | 1:17.557 | + 2.390 |
| 16     | 15 | Justin Wilson         | Jaguar-Cosworth  | 1:15.373  | 1:18.021 | + 2.854 |
| 17     | 17 | Jenson Button         | BAR-Honda        | 1:15.754  | 1:18.085 | + 2.918 |
| 18     | 12 | Ralph Firman          | Jordan-Ford      | 1:17.044  | 1:18.341 | + 3.174 |
| 19     | 19 | Jos Verstappen        | Minardi-Cosworth | 1:17.702  | 1:19.023 | + 3.856 |
| 20     | 18 | Nicolas Kiesa         | Minardi-Cosworth | sem tempo | 1:19.174 | + 4.007 |
| Fonte: |    |                       |                  |           |          |         |

### Corrida
| Pos.   | Nº | Piloto                | Construtor       | Voltas | Tempo/Diferença       | Grid | Pontos |
| ------ | -- | --------------------- | ---------------- | ------ | --------------------- | ---- | ------ |
| 1      | 3  | Juan Pablo Montoya    | Williams-BMW     | 67     | 1:28:48.769           | 1    | 10     |
| 2      | 5  | David Coulthard       | McLaren-Mercedes | 67     | + 1:05.459            | 10   | 8      |
| 3      | 7  | Jarno Trulli          | Renault          | 67     | + 1:09.060            | 4    | 6      |
| 4      | 8  | Fernando Alonso       | Renault          | 67     | + 1:09.344            | 8    | 5      |
| 5      | 20 | Olivier Panis         | Toyota           | 66     | + 1 volta             | 7    | 4      |
| 6      | 21 | Cristiano da Matta    | Toyota           | 66     | + 1 volta             | 9    | 3      |
| 7      | 1  | Michael Schumacher    | Ferrari          | 66     | + 1 volta             | 6    | 2      |
| 8      | 17 | Jenson Button         | BAR-Honda        | 66     | + 1 volta             | 17   | 1      |
| 9      | 16 | Jacques Villeneuve    | BAR-Honda        | 65     | + 2 voltas            | 13   |        |
| 10     | 9  | Nick Heidfeld         | Sauber-Petronas  | 65     | + 2 voltas            | 15   |        |
| 11     | 14 | Mark Webber           | Jaguar-Cosworth  | 64     | Acidente              | 11   |        |
| 12     | 18 | Nicolas Kiesa         | Minardi-Cosworth | 62     | + 5 voltas            | 20   |        |
| 13     | 11 | Giancarlo Fisichella  | Jordan-Ford      | 60     | Motor                 | 12   |        |
| Ret    | 19 | Jos Verstappen        | Minardi-Cosworth | 23     | Pane hidráulica       | 19   |        |
| Ret    | 15 | Justin Wilson         | Jaguar-Cosworth  | 6      | Câmbio                | 16   |        |
| Ret    | 4  | Ralf Schumacher       | Williams-BMW     | 1      | Destroços do acidente | 2    |        |
| Ret    | 10 | Heinz-Harald Frentzen | Sauber-Petronas  | 1      | Destroços do acidente | 14   |        |
| Ret    | 2  | Rubens Barrichello    | Ferrari          | 0      | Acidente              | 3    |        |
| Ret    | 6  | Kimi Räikkönen        | McLaren-Mercedes | 0      | Acidente              | 5    |        |
| Ret    | 12 | Ralph Firman          | Jordan-Ford      | 0      | Acidente              | 18   |        |
| Fonte: |    |                       |                  |        |                       |      |        |

## Tabela do campeonato após a corrida
| Pos.   | Piloto             | Pontos |
| ------ | ------------------ | ------ |
| 1      | Michael Schumacher | 71     |
| 2      | Juan Pablo Montoya | 65     |
| 3      | Kimi Räikkönen     | 62     |
| 4      | Ralf Schumacher    | 53     |
| 5      | Rubens Barrichello | 49     |
| Fonte: |                    |        |

| Pos.   | Equipe           | Pontos |
| ------ | ---------------- | ------ |
| 1      | Ferrari          | 120    |
| 2      | Williams-BMW     | 118    |
| 3      | McLaren-Mercedes | 103    |
| 4      | Renault          | 66     |
| 5      | BAR-Honda        | 15     |
| Fonte: |                  |        |

- Nota: Somente as primeiras cinco posições estão listadas.